# Franciscus de Graillet

Wapen van de familie de Graillet

François Charles Louis Joseph de Graillet (Luik, 21 mei 1773 - Haarlem, 26 april 1848) was een Zuid-Nederlands edelman.

## Geschiedenis
- Nicolas-Mathieu de Graillet, advocaat en burgemeester van Luik, en zijn drie broers Franciscus-Arnoldus (kanunnik van het collegiaal Heilig Kruiskapittel), Egidius-Johannes (kanunnik van het Sint-Denijskapittel) en Laurentius-Hermanus (raadsheer in de Gewone Raad van het prinsbisdom Luik) ontvingen van graaf van Zeylen verheffing in de erfelijke adel en de titel ridder van het Heilig Roomse Rijk, overdraagbaar op alle mannelijke afstammelingen. De gunst werd in Luik geregistreerd.
- Dezelfde Nicolas-Mathieu de Graillet, heer van de baronie Oupeye, en van de heerlijkheden Vivegnies en Petit-Aaz, baljuw van de kathedraal, getrouwd met Marie-Christine Bouget, ontving in 1780 de titel baron van keizerin Maria Theresia.

## Levensloop
François-Charles de Graillet, zoon van Nicolas-Mathieu, werd luitenant-kolonel in het Nederlandse leger. Onder het ancien régime was hij in dienst van de kathedraal in Luik en in de Franse tijd was hij maire van Oupeye. In 1822 kreeg hij onder het Verenigd Koninkrijk der Nederlanden erkenning in de erfelijke adel met de titel baron, overdraagbaar bij eerstgeboorte.
Hij trouwde in Luik in 1798 met Claudine de Boniver (1769-1824) en in Amsterdam in 1844 met Christina Rietfort (1799-1882). Uit het eerste huwelijk had hij twee zoons en uit het tweede drie dochters. Het tweede huwelijk en de overlijdensplaats wijzen erop dat hij na 1830 trouw bleef aan Nederland.
Toen hij in 1798 trouwde had het echtpaar al sinds 1795 een zoon, Charles-Frederic de Graillet (1795-1876), die vrijgezel bleef. Een tweede zoon werd einde 1798 geboren, Louis de Graillet (1798 - Java, 1825), luitenant in het Nederlands leger.
Graillet was nog getrouwd met Claudine de Boniver, toen hij een relatie aanging met de zesentwintig jaar jongere Christina Rietfort, met wie hij drie kinderen had, voor hij uiteindelijk met zijn vriendin trouwde. Het waren:
- Anna-Maria de Graillet (Haarlem, 1823 - Amsterdam, 1863), die trouwde met de jurist Henricus Reeser (1821-1908), directeur van het administratiekantoor voor algemene zaken in Amsterdam.
- Catharina de Graillet (Haarlem, 1827 - Amsterdam, 1917), laatste naamdraagster van deze familie.
- Maria-Louisa de Graillet (Haarlem, 1835 - Amsterdam, 1902), die trouwde met Johannes-Cornelius Krook (1830-1884), vennoot in de firma Krook en Zonen, veenhandelaars en in de firma Krook en Van Wieringen, bloemenkwekers. Hij was ook directeur van de tuinbouwschool Amsterdam (voordien Linnaeus genoemd).

De familie de Graillet stierf uit bij de dood van Charles-Frederic in 1876.